# Главоношци
{{automatic taxobox
| name = Главоношци
| image = Cuttlefish.jpg
| image_width = 200px
| taxon = Cephalopoda
| authority = Cuvier, 1797
| subdivision_ranks = поткласе са редовима
| subdivision = 
поткласа -{Nautiloidea
- †Plectronocerida
- †Ellesmerocerida
- †Actinocerida
- †Pseudorthocerida
- †Endocerida
- †Tarphycerida
- †Oncocerida
- †Discosorida
- Nautilida
- †Orthocerida
- †Ascocerida
- †Bactritida}-

поткласа †-{Ammonoidea
- †Goniatitida
- †Ceratitida
- †Ammonitida
}-

поткласа -{Coleoidea
- †Belemnoidea
  - †Aulacocerida
  - †Belemnitida
  - †Hematitida
  - †Phragmoteuthida
- Neocoleoidea 
  - Sepiida
  - Sepiolida
  - Spirulida
  - Teuthida
  - Octopoda
  - Vampyromorphida}-

}}
Главоношци (лат. Cephalopoda) су мекушци које карактерише билатерална симетрија и код којих се од стопала образују ручице и мишићни левак. Већина главоножаца има редуковану или сасвим закржљалу љуштуру, која као рудимент постоји у унутрашњости тела (нпр. сипина кост). Једини облик са спољашњом, спиралном љуштуром је наутилус за кога се сматра да је стар око 350 милиона година. Припадају им мекушци који живе искључиво у морима. Представљају једну од најнапреднијих група међу бескичмењацима. 
Њихово тело је грађено од:
- главе, на којој се налазе ручице и мишићни левак које опкољавају усни отвор;
- трупа, у коме је утробна кеса у којој су унутрашњи органи.

Број ручица око усног отвора је 8, 10 или више. Ручице су мишићни и јако покретљиви органи, који по унутрашњој површини имају пијавке. Код главоножаца стопало као посебан орган не постоји, оно је преобраћено у левак и ручице.
Према броју ручица главоношци се могу поделити на:
- октоподи (Octopoda), који имају осам једнаких ручица.[1] Међу октоподима је најпознатији род хоботница (Octopus) чији представници су међу највећим бескичмењацима
- декаподи (Decapoda), који осим осам једнаких ручица имају и две дуже ручице нарочитог облика. Ове две ручице леже латерално и завршавају се на врху лоптастим проширењима, на којима се налазе пијавке[1]. Познатији родови декапода су сипа (Sepia) и лигња (Loligo).

Нервни систем код главоножаца се састоји од неколико ганглија. Највеће нервне масе у њиховом телу су очне ганглије (лат. ganglion opticum), које представљају задебљање очних живаца и стоје у вези са можданом ганглијом. Од чулних органа, осим очију имају и статоцисте и чуло мириса.
Крвни систем код главоножаца је доста сложен. Осим једног телесног срца, они имају још два (у неким случајевима још четири) шкржна срца. Срце лежи сасвим позади и помоћу две (односно четири) шкржне вене прима артеријску крв из шкрга. Од срца крећу артерије, које крв спроводе по телу. Венска крв се преко две (односно у неким случајевима четири) шупље вене доводи у шкрге, и свака од ових вена се проширује у по једно шкржно срце, које својим пулсирањем потискује венску крв у орган за дисање.